# Amayuelas de Arriba
Amayuelas de Arriba ist ein nordspanisches Dorf und Hauptort einer Gemeinde (municipio) mit 38 Einwohnern (Stand: 2024) in der Provinz Palencia in der Autonomen Gemeinschaft Kastilien-León. 

## Lage und Klima
Amayuelas de Arriba liegt in der Region Tierra de Campos auf der kastilischen Hochebene in einer Höhe von ca. 780 m. Die Provinzhauptstadt Palencia befindet sich mit ihrem Stadtzentrum etwa 21 Kilometer (Fahrtstrecke) südsüdwestlich.
Das Klima im Winter ist durchaus kalt, im Sommer dagegen warm bis heiß; die eher spärlichen Regenfälle (ca. 528 mm/Jahr) fallen überwiegend im Winterhalbjahr.

## Bevölkerungsentwicklung
| Jahr      | 1970 | 1981 | 1991 | 2001 | 2011 | 2021 |
| --------- | ---- | ---- | ---- | ---- | ---- | ---- |
| Einwohner | 98   | 82   | 63   | 40   | 40   | 37   |

## Sehenswürdigkeiten

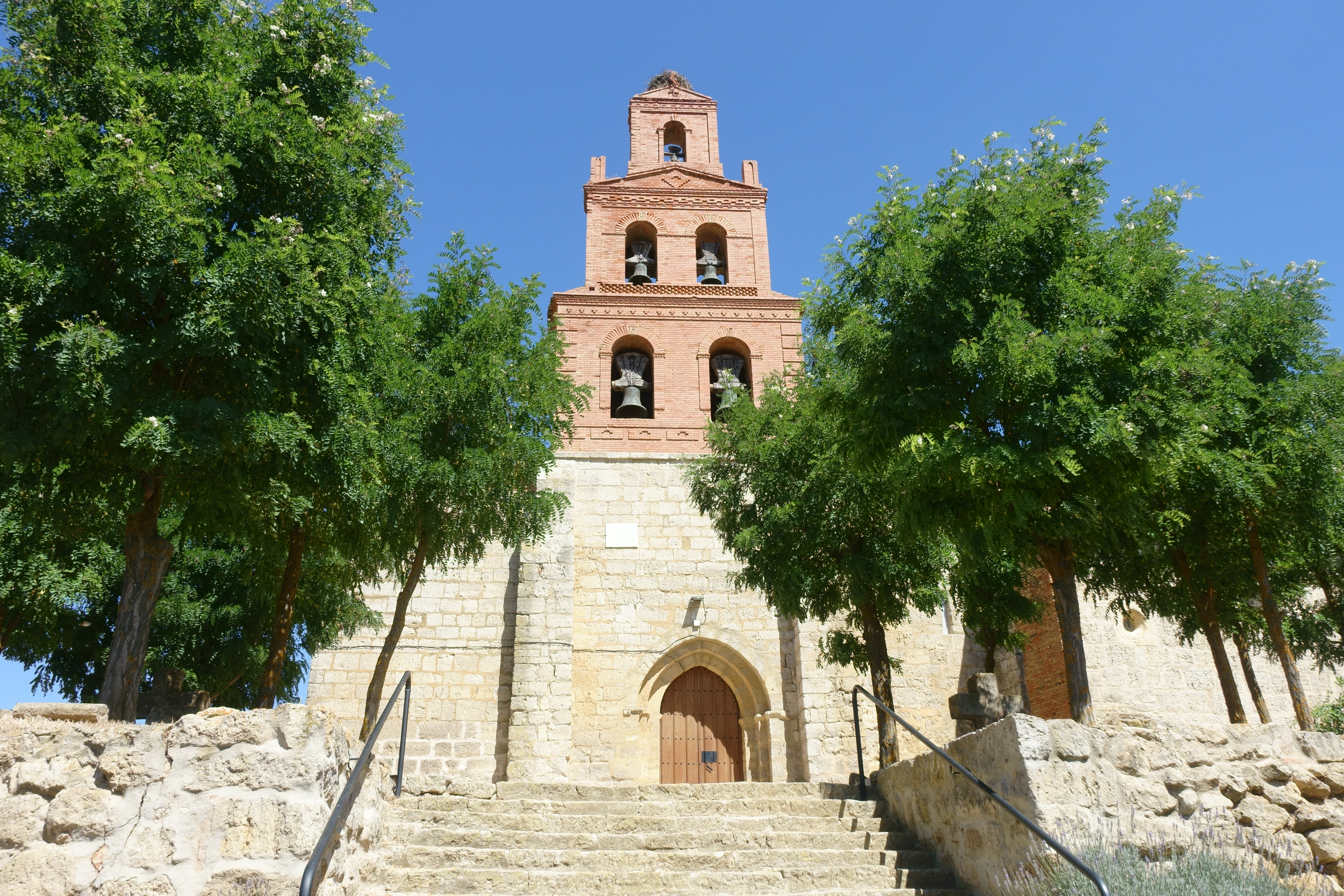
Kolumbenkirche
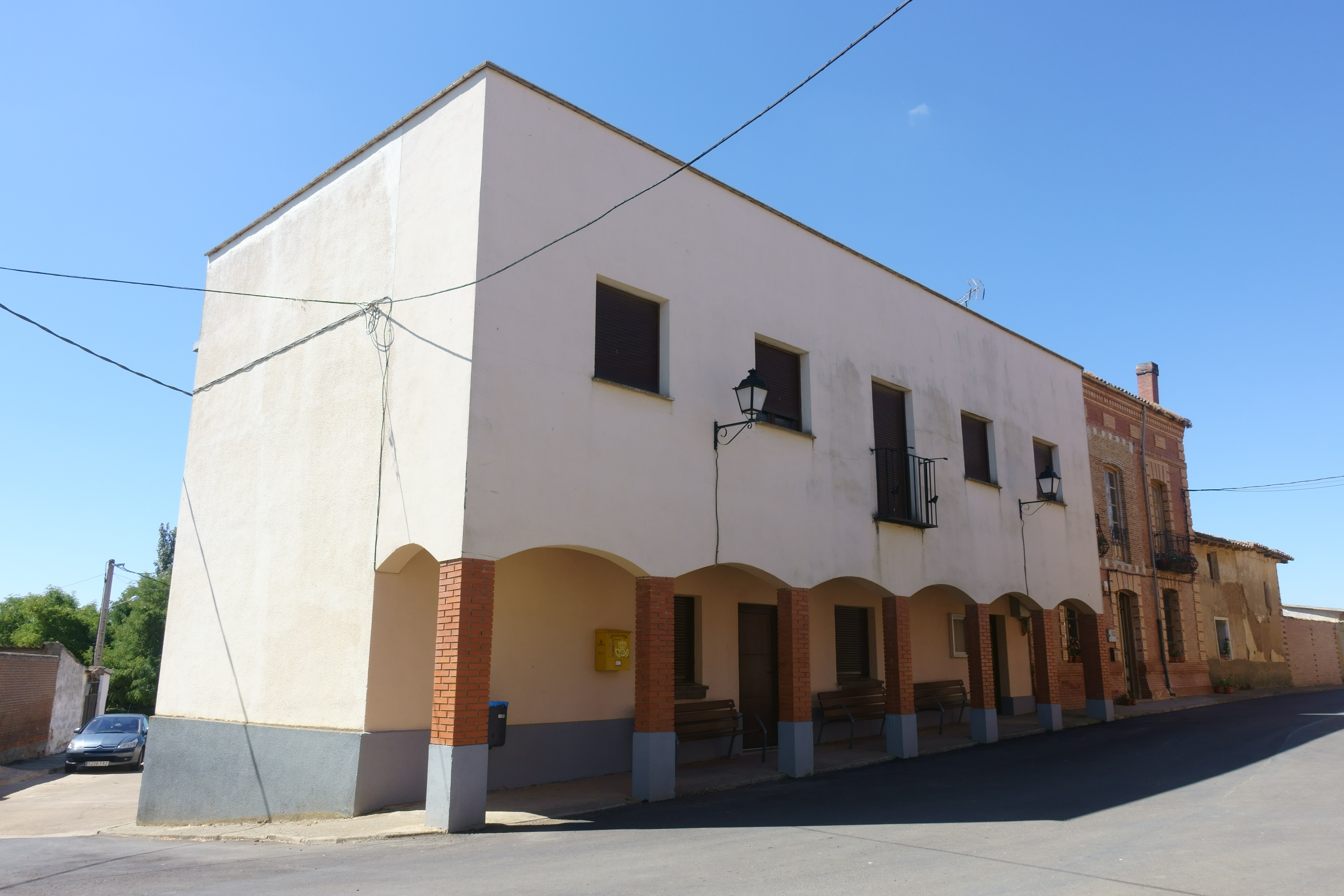
Rathaus

- Kolumbenkirche
- Rathaus